# Euchomena macrops
Euchomena macrops är en bönsyrseart som beskrevs av Henri Saussure 1870. Euchomena macrops ingår i släktet Euchomena och familjen Mantidae. Inga underarter finns listade i Catalogue of Life.